# قوانين الدواوين (كتاب)
قوانين الدواوين، كتاب ألفه الجغرافي والمؤرخ المصري الأسعد بن مماتي في القرن السادس الهجري / الثاني عشر الميلادي. ويصف فيه المؤلف حال مصر جغرافياً وبلادها ونهر النيل وحال البلاد في زمانه عصر الدولة الأيوبية. حقّقهُ عزيز سوريال عطيّة ونشره في القاهرة عام 1943 على نفقة الجمعية الزراعية الملكية وقدم للكتاب الأمير عمر طوسون رئيس الجمعية.
تطرق الكتاب لثلاثة موضوعات رئيسية:
1. جغرافية القطر المصري في العهد الأيوبي فتكلم بصفة عامة عن مصر ونهر النيل في الباب الثاني ثم في الباب الثالث يذكر أعمالها وتفاصيل نواحيها وتحقيق أسماء ضياعها، وكفورها، وجزايرها، ومناها، وكل مايقع عليه اسم الديوان منها. والقوائم التي ذكرها في هذا الباب هي من أقدم ماعرف من نوعها في تاريخ مصر الإسلامية.[1] وفي الباب الخامس يذكر خلجانها وترعها وجسورها.[1]
2. المسائل الخاصة بأنظمة الحكم في عصر بني أيوب، في الباب الثامن يستعرض وظائف الدولة الهامة واختصاص كل منه، وفي الأجزاء الأخيرة من الكتاب يذكر شذرات طريفة عن بعض الدواوين ودور الحكومة وموارد الدولة المالية.[1]
3. شئون البلاد الزراعية، فيذكر أنواع الأراضي المختلفة، والفصول الزراعية، وأنظمة الري، وأنواع المزروعات، وأوقات غرسها وحصادها، والبساتين وأوقات تقليم الأشجار.[1] وفي الباب السابع يذكر أصول مساحة الأرض وبعض القضايا الهندسية المتعلقة بها، وبالكتاب ملاحظات كثيرة عن السنة القبطية وعلاقتها بالزراعة المصرية.[1]